# Аккайин (Цілиноградський район)
Аккайи́н (каз. Аққайың) — село у складі Цілиноградського району Акмолинської області Казахстану. Входить до складу Кизилсуатського сільського округу.
Населення — 385 осіб (2021; 417 у 2009, 350 у 1999, 426 у 1989).
Національний склад станом на 1989 рік:
- росіяни — 52 %.

У радянські часи називалось також Мала Тимофієвка, до 2018 року — Малотимофієвка.